# It will come in time
It will come in time is een single van Billy Preston. Het is afkomstig van zijn album Late at night. Het was opnieuw een duet met Syreeta Wright.

## Hitnotering
De single had alleen succes aan deze kant van de Atlantische Oceaan. In Engeland haalde het vier weken notering met een hoogste plaats 47.

### Nederlandse Top 40
| Positie: | 35 | 19 | 13 | 9 | 8 | 8 | 14 | 19 | 38 | uit |

### NederlandseDaverende 30
| Positie: | 41 | 35 | 37 | 17 | 17 | 15 | 19 | 28 | 30 | 45 | uit |

### BelgischeBRT Top 30
| Positie: | 23 | 11 | 8 | 9 | 14 | 20 | uit |

### VlaamseUltratop 30
| Positie: | 17 | 10 | 10 | 13 | 14 | 23 | uit |

### NPO Radio 2 Top 2000
It Will Come in Time stond alleen in 2001 in de NPO Radio 2 Top 2000, op plek 1974.